# Вигук
Bи́гук — незмінювана особлива частина мови, яка виражає почуття, волевиявлення мовця, не називаючи їх. Наприклад, ой, ах, ого-го, йой, ну, гей, алло, гайда. Вигуки вживаються у художніх творах і служать засобом виразності: О, там будуть гори високі! (захоплення). Гей, ударте в струни, кобзарі! (спонукання до дії).

## Групи вигуків
1. За значенням вигуки поділяються на:

- емоційні, що виражають почуття і переживання (радість, страх, сум, гнів, розпач, здивування, захоплення тощо): о, ой, ах, фу, пхе, ет, Боже мій!, еге та інші.
- вигуки волевиявлення, що передають спонукання, заклик, звертання, оклик: цить, агов, годі!, геть!, марш!, алло, ну, гей, гайда, нумо, вйо, ціп-ціп, цабета та інші.
- мовного етикету, що виражають привітання, подяку, вибачення: привіт, будь ласка!, перепрошую! та інші.

2. За походженням є такі види:
- непохідні, тобто утворені з одного або кількох звуків: о, брр, гоп, ого, гм та інші.
- похідні, тобто утворені від інших частин мови: жах!, матінко! леле, диви!, отакої, біда та й годі та інші.

3. Звуконаслідувальні слова — окремий вид слів, що умовно зараховують до вигуків. Вони відтворюють голоси істот і шуми: ку-ку, ш-ш-ш!, кукуріку, дзень-дзень та інші.

## Ознаки вигуку як особливої частини мови
Вигуки не належать ні до самостійних, ні до службових частин мови. Вони можуть виконувати роль еквівалентів речення або супроводити його, вказуючи на емоції, волевиявлення людини як реакцію на навколишню дійсність.
Від повнозначних слів вигуки відрізняються тим, що не мають лексичного значення і граматичних ознак, а від службових слів тим, що не виконують властивих їм службових функцій.
Вигуки — слова незмінні. Вони не мають морфологічних ознак, притаманних повнозначним частинам мови (рід, число, відмінок, особа тощо).
Деякі вигуки утворились від іменників у кличній формі: Людоньки! Господи! Горенько моє!
Вигуками стали і деякі усталені звороти: Цур тобі!
Близькі за значенням до вигуків слова ввічливості (спасибі, до побачення), лайливі вислови (чорт).
В окремих випадках вигуки можуть вживатися в ролі членів речення: Гетьте(зникніть), думи, ви хмари осінні (Леся Українка). Спасибі (дякую) вам, люди добрі! Навколо чуєм хрум-хрум… хрусь-хрусь (якісь звуки) (Коцюбинський).

## Написання вигуків

### Через дефіс
Вигуки складаються з одного чи кількох звуків. Окремі їх частини можуть повторюватись або вимовлятись протяжно. У таких вигуках пишеться дефіс: шур-шур, ж-ж-ж, аго-о-ов, гав-гав, киць-киць, му-у-у, ц-с-с, тра-ля-ля, ого-го-го та інші.

### Знак оклику
Вигуки, що вимовляються з посиленою інтонацією, виділяються знаком оклику (здебільшого на початку речення): Ай! Як тут гарно! (Коцюбинський).

### Коми
Вигуки можуть відокремлюватися від інших слів у реченні комами: Ой, як же ви мене налякали! (Маковей). Тут чисто, ясно, весело, ох, як весело! (Франко). Знову, курва, радіо, телебачення, курва, преса. (Андрухович).

### Лапки
Вигуки, вжиті у значенні іменників, часто пишуться в лапках: Твоє журливе «ку-ку» спливало, як сльози по плакучій березі (Коцюбинський). «Рятуйте» — почулося згори. Те «ой» боляче ранило серце.